# Sachiko Masumi
Sachiko Masumi (jap. 桝見咲智子 Masumi Sachiko; ur. 20 grudnia 1984) – japońska lekkoatletka, skoczkini w dal.

## Osiągnięcia
- brązowy medal mistrzostw Azji (Guangdong 2009)
- złoty medal mistrzostw Azji (Pune 2013)
- medalistka mistrzostw kraju

## Rekordy życiowe
- skok w dal - 6,65 (2009)